# Liste der Kulturdenkmale in Lübeck-St. Gertrud
- Karte mit allen Koordinaten:
- OSM |
- WikiMap

Die Liste der Kulturdenkmale in Lübeck-St. Gertrud  beschreibt Kulturdenkmale im Stadtteil Lübeck-St. Gertrud der Hansestadt Lübeck (Stand: 7. November 2024).
Die Liste ist nach Straßen sortiert.
Die Bodendenkmale sind in der Liste der Bodendenkmale in Lübeck aufgeführt.

## Legende und Hinweise
In den Spalten befinden sich folgende Informationen:
- Objekt-ID: die Nummer des Kulturdenkmales
- Lage: die Adresse des Kulturdenkmales und die geographischen Koordinaten. Kartenansicht, um Koordinaten zu setzen. In der Kartenansicht sind Kulturdenkmale ohne Koordinaten mit einem roten Marker dargestellt und können in der Karte gesetzt werden. Kulturdenkmale ohne Bild sind mit einem blauen Marker gekennzeichnet, Kulturdenkmale mit Bild mit einem grünen Marker.
- Offizielle Bezeichnung: Bezeichnung des Kulturdenkmales
- Beschreibung: die Beschreibung des Kulturdenkmales
- Bild: ein Bild des Kulturdenkmales

In der Liste sind folgende Arten von Kulturdenkmalen erfasst: Bauliche Anlagen, Sachgesamtheiten, Mehrheit von baulichen Anlagen, Gründenkmale sowie Teile von baulicher Anlage. Bauliche Anlagen sind nicht entsprechend gekennzeichnet. Sachgesamtheiten und Mehrheiten von baulichen Anlagen sind einzeln erfasst sein mit der Angaben aus welchen Teilen sie bestehen. Zusätzlich können Teil davon als Bauliche Anlage erfasst sein, diese sind ebenfalls als „Teil von“ gekennzeichnet.

## Adolfstraße
| Objekt-ID | Lage                                           | Offizielle Bezeichnung | Beschreibung | Bild |
| --------- | ---------------------------------------------- | ---------------------- | --- | ---- |
| 1763      | Adolfstraße 5 a (53° 52′ 47″ N, 10° 41′ 55″ O) | Vorstadtvilla          | Auf das gesamte Gebäude auf umgebender Grünfläche - 1903 erbaute 2-geschossige verputzte Vorstadtvilla in Ecklage zur Rathenaustraße - Schutzgrund: wissenschaftlich, städtebaulich                                                                 | BW   |
| 1433      | Adolfstraße 17 (53° 52′ 44″ N, 10° 41′ 59″ O)  | Geschosswohnungshaus   | Auf das gesamte Gebäude auf umgebender Freifläche vor und hinter dem Haus - Mittelhaus in einer Zeile von großbürgerlichen Geschosswohnungsbauten von 1903/04 mit Vor- und Rückgarten - Schutzgrund: geschichtlich, wissenschaftlich, städtebaulich | BW   |

## Am Burgfeld
| Objekt-ID     | Lage                                            | Offizielle Bezeichnung    | Beschreibung | Bild                             |
| ------------- | ----------------------------------------------- | ------------------------- | --- | -------------------------------- |
| 1434          | Am Burgfeld 2 (53° 52′ 36″ N, 10° 41′ 42″ O)    | Sommerhaus                | Auf das gesamte Gebäude auf umgebender Freifläche inkl. erhaltener Einfriedung - 1861 von Ludwig Emil Meyer sen. (1811-1873 Hauszimmer-Meister) als Sommerhaus errichteter Putzbau auf umgebendem Gartengrundstück mit teilweise erhaltener Zaunanlage - Schutzgrund: geschichtlich, wissenschaftlich, städtebaulich | Fotos hochladen                  |
| 1688          | Am Burgfeld 4 (53° 52′ 37″ N, 10° 41′ 44″ O)    | Aktualisierung vorgesehen | Aktualisierung vorgesehen | Fotos hochladen                  |
| 1183 Wikidata | Am Burgfeld 7 (53° 52′ 41″ N, 10° 41′ 49″ O)    | Gerichtshaus Lübeck       | Schutzumfang: Auf das gesamte Gebäude einschl. vorhandener wandfester Ausstattung - bestehend aus zwei Gebäudeteilen (Saal- und Bürogebäude) Gerichtshaus Lübeck (heute für Amts- und Landgericht), erbaut 1957–62 nach Plänen der Hamburger Architekten Hans Atmer und Jürgen Marlow; winkelförmiges Gebäude, bestehend aus architektonisch unterschiedlichen Gebäudeteilen - Schutzgrund: geschichtlich, wissenschaftlich, künstlerisch, städtebaulich | weitere Fotos \| Fotos hochladen |
| 1435          | Am Burgfeld 10 a (53° 52′ 44″ N, 10° 41′ 51″ O) | Vorstadtvilla             | Schutzumfang: Auf das gesamte Gebäude, ohne den rückseitigen Anbau der 1980er Jahre, auf umgebendem Grundstück - Vorstadtvilla von 1874; errichtet vom Bauunternehmer J. C. A. Schöss; zweigeschossiger Putzbau auf Hochkeller - Schutzgrund: geschichtlich, wissenschaftlich, städtebaulich | Fotos hochladen                  |
| 1689          | Am Burgfeld 11 (53° 52′ 44″ N, 10° 41′ 52″ O)   | Vorstadtvilla             | Schutzumfang: Auf das gesamtes Gebäude und das umgebende Grundstück - Vorstadtvilla, errichtet 1873 (A. Hammerich) in prägender Überformung von 1884 und 1914 (Willy Glogner & Paul Vermehren) - Schutzgrund: geschichtlich, städtebaulich | Fotos hochladen                  |
| 1184          | Am Burgfeld 12 (53° 52′ 45″ N, 10° 41′ 52″ O)   | Vorstadtvilla             | Schutzumfang: Auf das gesamte Gebäude, mit der Maßgabe der Urteile - Vorstadtvilla, erbaut 1874 von Architekt J. C. A. Schöss; zweigeschossiger Bau mit aufsitzendem Mezzaningeschoss; vorspringender Attikaabschluss mit abschließender Balustrade - Schutzgrund: geschichtlich, künstlerisch, städtebaulich | Fotos hochladen                  |

## Arnimstraße
| Objekt-ID     | Lage                                          | Offizielle Bezeichnung | Beschreibung | Bild                             |
| ------------- | --------------------------------------------- | ---------------------- | --- | -------------------------------- |
| 4023 Wikidata | Arnimstraße 56 (53° 52′ 26″ N, 10° 43′ 10″ O) | Auferstehungskirche    | „Ev. Auferstehungskirche“, nach Plänen von Heinz Bahr ab 1963 errichtet. - Begründung: geschichtlich, städtebaulich - Schutzumfang: Auf das Äußere der Gebäude (Materialität, Fassaden, Kubatur, Dachform) sowie die umgebenden Grünflächen. - Sachgesamtheit bestehend aus Arnimstraße 56 Glockenturm, Arnimstraße 56 Kirche, Arnimstraße 56 Pastorat I, Arnimstraße 56 Rundbau, Marliring 1 Pastorat II, | weitere Fotos \| Fotos hochladen |

## Behaimring
| Objekt-ID | Lage                                        | Offizielle Bezeichnung | Beschreibung | Bild |
| --------- | ------------------------------------------- | ---------------------- | --- | ---- |
| 1193      | Behaimring 20 (53° 50′ 55″ N, 10° 45′ 2″ O) | Hof Brandenbaum        | Auf das gesamte Gebäude und auf die das Gebäude umgebende Freifläche des Grundstücks; diese südlich des Gebäudes bestehend aus parkähnlicher Rasenfläche mit Bäumen, begrenzt durch Wege, die zu den Nebengebäuden östlich und südlich davon führen - eingeschossiges, unterkellertes Gutshaus mit ziegelgedecktem Mansarddach, erbaut 1903 im neobarocken Stil, als neues Haupthaus der historischen Gutsanlage Brandenbaum - Schutzgrund: geschichtlich, wissenschaftlich, städtebaulich | BW   |
| 1438      | Behaimring 22 (53° 50′ 55″ N, 10° 45′ 3″ O) | Wohnhaus               | Auf das gesamte Gebäude mit umliegender Freifläche - Wohnhaus um/nach 1900, eingeschossiger Putzbau unter abgewalmtem Satteldach - Schutzgrund: geschichtlich, wissenschaftlich, künstlerisch, städtebaulich | BW   |
| 1439      | Behaimring 24 (53° 50′ 54″ N, 10° 45′ 3″ O) | Verwalterhaus          | Auf das Äußere des Gebäudes mit umgebender Freifläche - Das Gebäude „Verwalterhaus“ der Gutsanlage „Hof Brandenbaum“ ist ein 1911 errichtetes, eingeschossiges Wohnhaus mit verputzten Fassaden und flachem, ziegelgedeckten Walmdach - Schutzgrund: geschichtlich, wissenschaftlich, künstlerisch, städtebaulich | BW   |

## Brandenbaumer Landstraße
| Objekt-ID | Lage                                                       | Offizielle Bezeichnung | Beschreibung | Bild |
| --------- | ---------------------------------------------------------- | ---------------------- | --- | ---- |
| 1195      | Brandenbaumer Landstraße 164 (53° 51′ 7″ N, 10° 44′ 14″ O) | Atelier-Wohnhaus       | Schutzumfang: Auf das gesamte Gebäude - eingeschossiges Atelier-Wohnhaus aus dem Jahr 1937 nach dem Entwurf des Architekten Emil Steffann für das Künstlerehepaar Luise Glowinski-Taubert und Meinhard Glowinski - Schutzgrund: geschichtlich, wissenschaftlich, städtebaulich | BW   |

## Buchenweg
| Objekt-ID | Lage                                                     | Offizielle Bezeichnung | Beschreibung | Bild |
| --------- | -------------------------------------------------------- | ---------------------- | --- | ---- |
| 1440      | Buchenweg 12, Israelsdorf (53° 53′ 56″ N, 10° 44′ 12″ O) | Fachwerkhaus           | Schutzumfang: Auf das Äußere des Gebäudes einschließlich der Reetdachdeckung - Kleines reetgedecktes Fachwerkhaus - Schutzgrund: geschichtlich | BW   |

## Curtiusstraße
| Objekt-ID | Lage                                              | Offizielle Bezeichnung                 | Beschreibung | Bild                             |
| --------- | ------------------------------------------------- | -------------------------------------- | --- | -------------------------------- |
| 1200      | Curtiusstraße 3 -5 (53° 52′ 52″ N, 10° 42′ 13″ O) | Heinrich-Gaedertz-Stift/Altenwohnungen | Schutzumfang: Auf das gesamte Gebäude Heinrich-Gaedertz-Stift - für Altenwohnungen erbaut 1908/09 von den Architekten Schöss und Redelstorff; zweigeschossig mit Putzfassade und Mansarddach - Schutzgrund: geschichtlich, wissenschaftlich, städtebaulich | weitere Fotos \| Fotos hochladen |
| 1201      | Curtiusstraße 13 (53° 52′ 49″ N, 10° 42′ 17″ O)   | Wohnhaus                               | Schutzumfang: Auf das gesamte Gebäude, die umgebende Freifläche des Grundstücks einschl. straßenseitiger Einfriedigung - zweigeschossiges, rechteckiges Wohnhaus mit Mansardwalmdach; 1910 in neobarocken Stil von den Architekten Schöss und Redelstorff entworfen; verputzte Fassade reich gestaltete durch hohen Sockel - Schutzgrund: geschichtlich, wissenschaftlich, technisch                                          | BW                               |
| 1693      | Curtiusstraße 15 (53° 52′ 49″ N, 10° 42′ 17″ O)   | Freistehende Villa                     | Schutzumfang: Auf das gesamte Gebäude auf umgebendem Gartengelände - Freistehende Villa mit Gestaltungsmerkmalen des historistischen Tudorstils - Schutzgrund: geschichtlich, städtebaulich | BW                               |
| 1442      | Curtiusstraße 17 (53° 52′ 48″ N, 10° 42′ 18″ O)   | Villa                                  | Schutzumfang: Auf das gesamte Gebäude mit umgebender Hof- und Grünfläche und Garteneinfriedung zur Straße mit Portal - zweigeschossige Villa über Hochkeller mit weit überstehendem Mansardwalmdach; 1912 vom Architekturbüro Glogner und Vermehren entworfen - Schutzgrund: geschichtlich, wissenschaftlich, städtebaulich                                                                                                   | BW                               |
| 1202      | Curtiusstraße 19 (53° 52′ 47″ N, 10° 42′ 19″ O)   | Wohnhaus                               | Schutzumfang: Auf das gesamte Gebäude einschl. der Grundstücksfreifläche und auf das Äußere der bauzeitlichen Garage - Freistehendes, zweigeschossiges Wohnhaus mit nahezu quadratischem Grundriss, erbaut 1913; backsteinsichtiges Gebäude mit pfannengedecktem Walmdach; an drei Seiten durch Eingang, Balkon/Terrasse bzw. halbrundem Wintergarten gestaltet - Schutzgrund: geschichtlich, wissenschaftlich, städtebaulich | BW                               |
| 1203      | Curtiusstraße 27 (53° 52′ 43″ N, 10° 42′ 22″ O)   | Villa                                  | Schutzumfang: Auf das gesamte Gebäude - Freistehende, zweigeschossige Villa, 1915 von Architekten Glogner und Vermehren im Jugendstil erbaut, im Detail auch an die klassizistische Formensprache angelehnt, verputzt, mit erhöhtem Kellergeschoss und seitlich gelegenem Eingangsbereich - Schutzgrund: geschichtlich, wissenschaftlich, städtebaulich                                                                       | BW                               |
| 1443      | Curtiusstraße 29 (53° 52′ 43″ N, 10° 42′ 22″ O)   | Wohnhaus                               | Schutzumfang: Auf das gesamte Gebäude auf umgebendem Grundstück - Wohnhaus von 1929 (Schöss & Redelstorff), freistehend auf großem Gartengrundstück, ziegelsichtig, zweigeschossig auf Hochkeller unter Satteldach mit markanten Stufengiebeln zur Straße und zum Garten - Schutzgrund: geschichtlich, wissenschaftlich, städtebaulich                                                                                        | BW                               |

## Danziger Straße
| Objekt-ID | Lage                                             | Offizielle Bezeichnung | Beschreibung | Bild |
| --------- | ------------------------------------------------ | ---------------------- | --- | ---- |
| 1444      | Danziger Straße 2 (53° 51′ 44″ N, 10° 42′ 32″ O) | Einfamilienhaus        | Schutzumfang: Auf das gesamte Gebäude sowie auf die Freiflächen des umgebenden Grundstücks - Schlichtes backsteinsichtiges, zweigeschossiges Einfamilienwohnhaus mit Satteldach; giebelständig zur Straße - Schutzgrund: geschichtlich, wissenschaftlich, städtebaulich | BW   |
| 2646      | Danziger Straße 5 (53° 51′ 43″ N, 10° 42′ 35″ O) | Wohnhaus               | Schutzumfang: Auf das gesamte Gebäude mit Vorgarten und rückwärtiger Freifläche - Wohnhaus, von Architekt Ernst Arthur Friedrichs 1930 errichtet, zweigeschossiger Backsteinbau mit hohem Kellergeschoss und Walmdach - Schutzgrund: städtebaulich, geschichtlich       | BW   |

## Dorotheenstraße
| Objekt-ID | Lage                                              | Offizielle Bezeichnung | Beschreibung | Bild |
| --------- | ------------------------------------------------- | ---------------------- | --- | ---- |
| 1502      | Dorotheenstraße 12 (53° 51′ 52″ N, 10° 41′ 59″ O) | Endhaus                | Schutzumfang: Auf das gesamte Gebäude auf umgebendem Grundstück - Endhaus einer 1890 durch Bauunternehmer J.H.J. Oldenburg erbauten Häuserzeile mit Etagenwohnungen in Ziegeloptik mit markanten natursteinsichtigen Gliederungselementen - Schutzgrund: geschichtlich, städtebaulich | BW   |

## Eichenweg
| Objekt-ID | Lage                                                        | Offizielle Bezeichnung | Beschreibung | Bild |
| --------- | ----------------------------------------------------------- | ---------------------- | --- | ---- |
| 1445      | Eichenweg 15, 17; Israelsdorf (53° 54′ 3″ N, 10° 44′ 40″ O) | Kate                   | Schutzumfang: Auf das Äußere des Gebäudes einschl. der Reetdachdeckung - Katen aus dem späten 18. Jhd. mit Reetdeckung - Schutzgrund: geschichtlich, städtebaulich          | BW   |
| 1446      | Eichenweg 34 (53° 53′ 57″ N, 10° 44′ 43″ O)                 | Kate                   | Schutzumfang: Auf das Äußere des Gebäudes einschl. der Reetdachdeckung - Katen aus dem späten 18. Jhd. mit Reetdeckung am Teich - Schutzgrund: geschichtlich, städtebaulich | BW   |

## Elsässer Straße
| Objekt-ID | Lage                                              | Offizielle Bezeichnung | Beschreibung | Bild |
| --------- | ------------------------------------------------- | ---------------------- | --- | ---- |
| 1206      | Elsässer Straße 15 (53° 51′ 42″ N, 10° 42′ 21″ O) | Vorstadtvilla          | Schutzumfang: Auf das gesamte Gebäude - Vorstadtville, 1925 von der Architektengemeinschaft Schweinfurth und Siebert erbaut; zweigeschossiges, backsteinsichtiges Gebäude in den expressiven Bauformen der 20. Jahre - Schutzgrund: geschichtlich, wissenschaftlich, städtebaulich                                      | BW   |
| 1207      | Elsässer Straße 18 (53° 51′ 41″ N, 10° 42′ 18″ O) | Wohnhaus               | Schutzumfang: Auf das gesamte Gebäude - 1922 durch Architekturbüro Schöss & Redelstorff auf großem Grundstück zur Wakenitz erbautes zweigeschossiges freistehendes Wohnhaus mit außermittigem straßenseitigen Erker und gartenseitigem Verandaanbau im EG - Schutzgrund: geschichtlich, wissenschaftlich, städtebaulich | BW   |
| 1208      | Elsässer Straße 23 (53° 51′ 38″ N, 10° 42′ 20″ O) | Wohnhaus               | Schutzumfang: Auf das gesamte Gebäude - Freistehendes, unterkellertes Wohnhaus mit steilem Satteldach auf großem Gartengrundstück; erbaut 1922 von Beirat Friedrich Wilhelm Virck - Schutzgrund: geschichtlich, wissenschaftlich, städtebaulich                                                                         | BW   |
| 1209      | Elsässer Straße 26 (53° 51′ 37″ N, 10° 42′ 18″ O) | Vorstadtvilla          | Schutzumfang: Auf das gesamte Gebäude mit umgebender Gartenanlage - Vorstadtvilla; freistehender, ziegelsichtiger, eingeschossiger Bau mit großflächigem Mansarddach in umgebender Gartenlage; 1928 von Otto Schweinfurth und Otto Siebert geplant - Schutzgrund: geschichtlich, wissenschaftlich, städtebaulich        | BW   |

## Eschenburgstraße
| Objekt-ID | Lage                                               | Offizielle Bezeichnung         | Beschreibung | Bild                             |
| --------- | -------------------------------------------------- | ------------------------------ | --- | -------------------------------- |
| 1216      | Eschenburgstraße 7 (53° 52′ 55″ N, 10° 41′ 55″ O)  | Villa                          | Schutzumfang: Auf das gesamte Gebäude Villa, erbaut 1904 für den Senator Kulenkamp - eingeschossiger Bau mit hohem Mansarddach in barockisierenden Formen; Mittelrisalit mit geschweiftem Giebel, Ornamentdekor, Fensterrahmung im Erdgeschoss und zierlichem Balkon im Giebelgeschoss - Schutzgrund: geschichtlich, wissenschaftlich, städtebaulich | weitere Fotos \| Fotos hochladen |
| 1217      | Eschenburgstraße 13 (53° 52′ 56″ N, 10° 41′ 57″ O) | Wohnhaus                       | Schutzumfang: Auf das gesamte Gebäude - Freistehendes, zweigeschossiges Wohnhaus, erbaut 1902 durch den Architekten/Bauunternehmer P. Glogner straßenseitige Fassade mit Terrasse, EG-Vorbau und großem Zwerchhaus - Schutzgrund: geschichtlich, wissenschaftlich, städtebaulich                                                                     | Fotos hochladen                  |
| 1218      | Eschenburgstraße 20 (53° 53′ 6″ N, 10° 42′ 16″ O)  | Grabmal Richard Strahl         | Schutzumfang: Auf das gesamte Grabmal - Grabmal der Familie Richard Strahl, errichtet 1917; breiter, stehender Grabstein, vermutlich aus Salzhemmendorfer Dolomit mit bogenförmigem, durch Randrelief und Voluten verzierten Abschluss - Schutzgrund: geschichtlich, wissenschaftlich, städtebaulich                                                 | BW                               |
| 1219      | Eschenburgstraße 20 (53° 53′ 5″ N, 10° 42′ 15″ O)  | Grabmal Wilhelm Strahl         | Schutzumfang: Auf das gesamte Grabmal - Grabmal der Familie Wilhelm Strahl errichtet 1914; portikusförmiger, stehender Grabstein aus schwedischem Granit Kullö mit zwei kannellierten ionischen Säulen und seitlichen, an quadratischen Pfeilern endenden Brüstungen - Schutzgrund: geschichtlich, wissenschaftlich, städtebaulich                   | BW                               |
| 1220      | Eschenburgstraße 20 (53° 53′ 3″ N, 10° 42′ 10″ O)  | Grabstätte Eschenburgmausoleum | Schutzumfang: Auf das gesamte Mausoleum sowie auf alle im Inneren aufbewahrten Särge und Urnen - Kapellenartige Grabstätte (Mausoleum) der 2. Hälfte des 19. Jhd. in neogotischer Formensprache, backsteinsichtiges Gebäude auf kreuzförmigem Grundriss mit 2 sich durchdringenden Satteldächern - Schutzgrund: geschichtlich, wissenschaftlich      | Fotos hochladen                  |
| 1221      | Eschenburgstraße 29 a (53° 53′ 3″ N, 10° 42′ 2″ O) | Landhaus                       | Schutzumfang: Auf das gesamte Gebäude - Landhaus des 18. Jhd. in Ziegelrohbau mit Dachausbau; ursprünglicher Zustand durch Umbauten der Neuzeit (Veranda usw.) beeinträchtigt; freistehendes Gebäude mit Walmdach in Hanglage - Schutzgrund: geschichtlich, wissenschaftlich, städtebaulich                                                          | Fotos hochladen                  |
| 1447      | Eschenburgstraße 29 d (53° 53′ 2″ N, 10° 42′ 4″ O) | Einfamilienhaus                | Schutzumfang: Auf das gesamte Gebäude mit umgebender Freifläche (Garten) - Einfamilienhaus von 1925 nach Plänen der Architekten Glogner & Vermehren; Ziegelbau - Schutzgrund: geschichtlich, wissenschaftlich, städtebaulich | Fotos hochladen                  |
| 1222      | Eschenburgstraße 37 (53° 53′ 8″ N, 10° 42′ 12″ O)  | Gartenhaus                     | Schutzumfang: Auf das Äußere des Gebäudes sowie auf die in den Innenräumen unter dem heutigen Anstrich liegenden Malereien - Klassizistisches Gartenhaus mit Dachausbau - Schutzgrund: geschichtlich, wissenschaftlich, städtebaulich | weitere Fotos \| Fotos hochladen |

## Fischerweg
| Objekt-ID     | Lage                                                   | Offizielle Bezeichnung    | Beschreibung | Bild                             |
| ------------- | ------------------------------------------------------ | ------------------------- | --- | -------------------------------- |
| 1160 Wikidata | Fischerweg (53° 54′ 21″ N, 10° 45′ 9″ O)               | Fischerdorf Gothmund      | Schutzumfang: Auf die städtebaulich wirksame Bausubstanz der Gebäude (Materialität, Fassaden, Kubatur, Dachform, Freiflächen, Zubehör wie Steganlagen und Schuppen) - Das Fischerdorf Gothmund ist ein herausragendes siedlungsgeschichtliches Dokument im Lübecker Stadtgebiet - Mehrheit von baulichen Anlagen bestehend aus Fischerweg 1, Fischerweg 2, Fischerweg 3, Fischerweg 4, Fischerweg 5, Fischerweg 6, Fischerweg 7, Fischerweg 8, Fischerweg 9, Fischerweg 10, Fischerweg 11, Fischerweg 12, Fischerweg 13, Fischerweg 14, Fischerweg 15, Fischerweg 16, Fischerweg 17, Fischerweg 18, Fischerweg 19, Fischerweg 20 und Gothmunder Weg 101 - Schutzgrund: städtebaulich, geschichtlich | weitere Fotos \| Fotos hochladen |
| 3906          | Fischerweg 3, Gothmund (53° 54′ 23″ N, 10° 45′ 6″ O)   | Aktualisierung vorgesehen | Aktualisierung vorgesehen - Teil der Mehrheit von baulichen Anlagen - Fischerdorf Gothmund | BW                               |
| 1448          | Fischerweg 10, Gothmund (53° 54′ 23″ N, 10° 45′ 11″ O) | Fischerhaus               | Schutzumfang: Auf das gesamte Gebäude mit der bis zum Fischerhafen reichenden zugehörigen Umgebung - Strohgedecktes Fischerhaus des 18. Jhd. - Teil der Mehrheit von baulichen Anlagen - Fischerdorf Gothmund - Schutzgrund: geschichtlich, wissenschaftlich, städtebaulich | BW                               |
| 1449          | Fischerweg 11, Gothmund (53° 54′ 23″ N, 10° 45′ 11″ O) | Fischerhaus               | Schutzumfang: Auf das gesamte Gebäude mit der bis zum Fischerhafen reichenden zugehörigen Umgebung - Strohgedecktes Fischerhaus des 18. Jhd. - Teil der Mehrheit von baulichen Anlagen - Fischerdorf Gothmund - Schutzgrund: geschichtlich, wissenschaftlich, städtebaulich | BW                               |
| 1450          | Fischerweg 12, Gothmund (53° 54′ 23″ N, 10° 45′ 12″ O) | Fischerhaus               | Schutzumfang: Auf das gesamte Gebäude mit der bis zum Fischerhafen reichenden zugehörigen Umgebung - Strohgedecktes Fischerhaus des 18. Jhd. - Teil der Mehrheit von baulichen Anlagen - Fischerdorf Gothmund - Schutzgrund: geschichtlich, wissenschaftlich, städtebaulich | BW                               |
| 1451          | Fischerweg 13, Gothmund (53° 54′ 23″ N, 10° 45′ 14″ O) | Fischerhaus               | Schutzumfang: Auf das gesamte Gebäude mit der bis zum Fischerhafen reichenden zugehörigen Umgebung - Strohgedecktes Fischerhaus des 18. Jhd. - Teil der Mehrheit von baulichen Anlagen - Fischerdorf Gothmund - Schutzgrund: geschichtlich, wissenschaftlich, städtebaulich | BW                               |
| 1452          | Fischerweg 14, Gothmund (53° 54′ 23″ N, 10° 45′ 15″ O) | Fischerhaus               | Schutzumfang: Auf das gesamte Gebäude mit der bis zum Fischerhafen reichenden zugehörigen Umgebung - Strohgedecktes Fischerhaus des 18. Jhd. mit großer durchgehender Diele und Herdstelle - Teil der Mehrheit von baulichen Anlagen - Fischerdorf Gothmund - Schutzgrund: geschichtlich, wissenschaftlich, städtebaulich | BW                               |
| 1453          | Fischerweg 15, Gothmund (53° 54′ 24″ N, 10° 45′ 16″ O) | Fischerhaus               | Schutzumfang: Auf das gesamte Gebäude mit der bis zum Fischerhafen reichenden zugehörigen Umgebung - Strohgedecktes Fischerhaus des 18. Jhd. - Teil der Mehrheit von baulichen Anlagen - Fischerdorf Gothmund - Schutzgrund: geschichtlich, wissenschaftlich, städtebaulich | BW                               |
| 1454          | Fischerweg 16, Gothmund (53° 54′ 24″ N, 10° 45′ 17″ O) | Fischerhaus               | Schutzumfang: Auf das gesamte Gebäude mit der bis zum Fischerhafen reichenden zugehörigen Umgebung - Strohgedecktes Fischerhaus des 18. Jhd. - Teil der Mehrheit von baulichen Anlagen - Fischerdorf Gothmund - Schutzgrund: geschichtlich, wissenschaftlich, städtebaulich | BW                               |
| 1455          | Fischerweg 17, Gothmund (53° 54′ 24″ N, 10° 45′ 18″ O) | Fischerhaus               | Schutzumfang: Auf das gesamte Gebäude mit der bis zum Fischerhafen reichenden zugehörigen Umgebung - Strohgedecktes Fischerhaus des 18. Jhd. - Teil der Mehrheit von baulichen Anlagen - Fischerdorf Gothmund - Schutzgrund: geschichtlich, wissenschaftlich, städtebaulich | BW                               |
| 1456          | Fischerweg 18, Gothmund (53° 54′ 25″ N, 10° 45′ 20″ O) | Fischerhaus               | Schutzumfang: Auf das gesamte Gebäude mit der bis zum Fischerhafen reichenden zugehörigen Umgebung - Strohgedecktes Fischerhaus des 18. Jhd. - Teil der Mehrheit von baulichen Anlagen - Fischerdorf Gothmund - Schutzgrund: geschichtlich, wissenschaftlich, städtebaulich | BW                               |
| 3057          | Fischerweg 20, Gothmund (53° 54′ 25″ N, 10° 45′ 24″ O) | Aktualisierung vorgesehen | Aktualisierung vorgesehen - Teil der Mehrheit von baulichen Anlagen - Fischerdorf Gothmund | BW                               |

## Gertrudenstraße
| Objekt-ID | Lage                                              | Offizielle Bezeichnung | Beschreibung | Bild                             |
| --------- | ------------------------------------------------- | ---------------------- | --- | -------------------------------- |
| 1225      | Gertrudenstraße 4 (53° 52′ 41″ N, 10° 41′ 37″ O)  | Gebäude                | Schutzumfang: Auf das gesamte Gebäude mit umgebender Grundstücksfläche - eingeschossiges verputztes Gebäude; im Kern Ende des 18. Jhd. errichtet; ehem. Aufseherwohnung des St.-Gertruden-Kirchhofes - Schutzgrund: geschichtlich, wissenschaftlich                                                | BW                               |
| 1230      | Gertrudenstraße 6 (53° 52′ 43″ N, 10° 41′ 35″ O)  | Sommerhaus             | Schutzumfang:Auf das gesamte Gebäude - Freistehendes eineinhalbgeschossiges Sommerhaus von 1862 über längsrechteckigem Grundriss auf teils oberirdischem Souterraingeschoss und mit Mezzaningeschoss unter flachgeneigtem Satteldach - Schutzgrund: geschichtlich, wissenschaftlich, städtebaulich | weitere Fotos \| Fotos hochladen |
| 3949      | Gertrudenstraße, Konstinstraße, Jerusalemsberg () | Eschenburgpark         | Gründenkmal | weitere Fotos \| Fotos hochladen |

## Glashüttenweg
| Objekt-ID     | Lage                                                 | Offizielle Bezeichnung     | Beschreibung | Bild                             |
| ------------- | ---------------------------------------------------- | -------------------------- | --- | -------------------------------- |
| 2629 Wikidata | Glashüttenweg 29 (53° 53′ 45″ N, 10° 42′ 13″ O)      | Industriehalle             | Schutzumfang: Gesamte Halle der ehem. Hammer- und Gesenkschmiede - Industriehalle der Berlin-Lübecker Maschinenfabriken Bernhard Berghaus von 1937 - Schutzgrund: wissenschaftlich, geschichtlich | weitere Fotos \| Fotos hochladen |
| 3918 Wikidata | Glashüttenweg 33 - 35 (53° 53′ 50″ N, 10° 42′ 16″ O) | Industrie- und Bürogebäude | Schutzumfang: Auf das gesamte Gebäude. Die neueren Anbauten nördlich des Baukörpers und die flacheren Ergänzungen südlich zwischen den Flügeln gehören nicht zum Denkmalumfang - Industrie- und Bürogebäude; 1936/38 unter Stadtbaudirektor Hans Pieper und nach Plänen des Rüsselsheimer Architekten Heinrich Bärsch errichtet. - Schutzgrund: geschichtlich, künstlerisch, städtebaulich | weitere Fotos \| Fotos hochladen |

## Gustav-Adolf-Straße
| Objekt-ID     | Lage                                                 | Offizielle Bezeichnung           | Beschreibung | Bild                             |
| ------------- | ---------------------------------------------------- | -------------------------------- | --- | -------------------------------- |
| 1457 Wikidata | Gustav-Adolf-Straße 6 (53° 52′ 40″ N, 10° 42′ 26″ O) | St.-Gertrud-Kirche (evangelisch) | Schutzumfang: Auf das Äußere und Innere des Kirchengebäudes mit Ausstattung und auf den Kirchhofsbereich und auf den gesamten Pfarrhausanbau einschl. dessen Gartenanlage - Evangelische Predigtkirche, von 1910 nach Plänen der Architekten Jürgensen und Bachmann; backsteinsichtiger Kirchenbau mit mächtigem Turm - Schutzgrund: geschichtlich, wissenschaftlich, städtebaulich | weitere Fotos \| Fotos hochladen |

## Hafenstraße
| Objekt-ID     | Lage                                              | Offizielle Bezeichnung                           | Beschreibung | Bild                             |
| ------------- | ------------------------------------------------- | ------------------------------------------------ | --- | -------------------------------- |
| 1303 Wikidata | Hafenstraße 1 a (53° 52′ 36″ N, 10° 41′ 27″ O)    | Lagerschuppen (Schuppen 10/11)                   | Schutzumfang: Auf das Äußere sowie die straßenseitigen Rampenanlagen - Lagerhalle von 1889, zweischiffig, Holzkonstruktion mit vorkragendem Satteldach; Anbau einer Wartehalle im Zusammenhang mit dem Durchstich des Elbe-Lübeck-Kanals (1900) - Teil der Sachgesamtheit - Hafenanlagen um 1900 - Schutzgrund: wissenschaftlich, städtebaulich | weitere Fotos \| Fotos hochladen |
| 2624 Wikidata | Hafenstraße 24-24a (53° 52′ 44″ N, 10° 41′ 30″ O) | Giebelhaus (ehemals Schwedische Kirche (Lübeck)) | Schutzumfang: Auf das gesamte Gebäude auf umgebendem Grundstück - Giebelhaus, nach Plänen der Architekten Bräck & Störmer 1904 errichtet - Schutzgrund: geschichtlich | weitere Fotos \| Fotos hochladen |
| 1607 Wikidata | Hafenstraße 33 (53° 53′ 18″ N, 10° 42′ 23″ O)     | Heizkraftwerk                                    | Schutzumfang: Auf das gesamte Gebäude samt Schornstein - Bei dem Gebäude handelt es sich um ein ehem. Heizkraftwerk - Schutzgrund: wissenschaftlich, wissenschaftlich, technisch, städtebaulich, Kulturlandschaft prägend | weitere Fotos \| Fotos hochladen |

## Heinrichstraße
| Objekt-ID | Lage                                                | Offizielle Bezeichnung | Beschreibung | Bild |
| --------- | --------------------------------------------------- | ---------------------- | --- | ---- |
| 1664      | Heinrichstraße 19-21 (53° 52′ 19″ N, 10° 42′ 50″ O) | Schule Marli           | Schutzumfang: Gesamtes Schulgebäude und Turnhalle auf umgebendem Schulhof - dreigeschossige Doppelschule für Mädchen und Knaben von 1905 - Schutzgrund: wissenschaftlich, städtebaulich | BW   |

## Herbartweg
| Objekt-ID | Lage                                            | Offizielle Bezeichnung | Beschreibung | Bild |
| --------- | ----------------------------------------------- | ---------------------- | --- | ---- |
| 3046      | Herbartweg 8, 10 (53° 51′ 53″ N, 10° 43′ 44″ O) | Wohnhochhaus           | Schutzumfang: Auf das gesamte Gebäude - 1954 von Architekt Hermann Rein aus Flensburg für die Wohnungsbaugesellschaft Nordmark mbH errichtet, 7-8 Wohngeschosse mit 22 Wohnungen - Schutzgrund: städtebaulich, künstlerisch, geschichtlich | BW   |

## Hohewarter Weg
| Objekt-ID     | Lage                                            | Offizielle Bezeichnung | Beschreibung | Bild                                    |
| ------------- | ----------------------------------------------- | ---------------------- | --- | --------------------------------------- |
| 1332          | Hohewarter Weg 61 (53° 51′ 28″ N, 10° 43′ 9″ O) | Tagelöhnerhaus         | Schutzumfang: Auf das Äußere des Tagelöhnerhauses mit Stall und umgebender Freifläche - Tagelöhnerhaus 1895 (Hausmarke am Südgiebel), eingeschossiges Gebäude auf Feldsteinfundament unter Satteldach mit abgetreppten Ziergiebelscheiben - ursprünglich erfasst als Rübenkoppel 10 - Schutzgrund: geschichtlich, städtebaulich, Kulturlandschaft prägend                                                                   | BW                                      |
| 1483 Wikidata | Hohewarter Weg 65 (53° 51′ 28″ N, 10° 43′ 6″ O) | Herrenhaus Hohewarte   | Schutzumfang: Auf das gesamte Gebäude einschl. der gesamten Grundstückszufahrt, bestehend aus mittiger ovaler Grünfläche, umschlossen durch Zufahrtswege - Herrenhaus mit Flügelanbauten und Vorfahrt auf großem Grundstück, vermutlich im Kern 17. Jhd. und auf noch älterem Vorgängerbau errichtet - ursprünglich erfasst als Rübenkoppel 10-14 - Schutzgrund: geschichtlich, wissenschaftlich, städtebaulich             | weitere Fotos \| Fotos hochladen        |
| 4031          | Hohewarter Weg 65 ()                            | Gut Hohewarte          | Das Gut Hohewarte ist ein herausragendes Dokument der Siedlungsgeschichte im Lübecker Stadtgebiet. - Begründung: geschichtlich, städtebaulich - Schutzumfang: Auf das Äußere der Gebäude (Materialität, Fassaden, Kubatur, Dachform) sowie die umgebenden Freiflächen. - Sachgesamtheit bestehend aus Hohewarter Weg 59 Scheune, Hohewarter Weg 61 Tagelöhnerhaus, Hohewarter Weg 63 Viehhaus, Hohewarter Weg 65 Herrenhaus | Direkt Bild zu diesem Denkmal hochladen |

## Holzvogtweg
| Objekt-ID     | Lage                                          | Offizielle Bezeichnung             | Beschreibung | Bild                             |
| ------------- | --------------------------------------------- | ---------------------------------- | --- | -------------------------------- |
| 1486 Wikidata | Holzvogtweg 35 (53° 53′ 29″ N, 10° 42′ 55″ O) | St.-Stephanus-Kirche (evangelisch) | Schutzumfang: Auf das gesamte Kirchegbebäude einschl. seiner bauzeitlichen Ausstattung - Kirchengebäude der ev.-luth. St.-Stephanus-Kirche mit angebauten Gemeinderäumen - Schutzgrund: geschichtlich, wissenschaftlich, städtebaulich | weitere Fotos \| Fotos hochladen |

## Jerusalemsberg
| Objekt-ID     | Lage                                            | Offizielle Bezeichnung | Beschreibung | Bild                             |
| ------------- | ----------------------------------------------- | ---------------------- | --- | -------------------------------- |
| 1458 Wikidata | Jerusalemsberg (53° 52′ 51″ N, 10° 41′ 46″ O)   | Kreuzwegstation        | Schutzumfang: Auf das gesamte Denkmal - Kreuzwegstation, Endpunkt des 1493 gestifteten sogenannten Leidensweges Christi - Schutzgrund: geschichtlich, wissenschaftlich, künstlerisch        | weitere Fotos \| Fotos hochladen |
| 1309 Wikidata | Jerusalemsberg 4 (53° 52′ 49″ N, 10° 41′ 44″ O) | Sommerhaus             | Schutzumfang: Auf das Äußere des Gebäudes sowie die historischen Innenräume - Klassizistisches Sommerhaus des frühen 19. Jhd. - Schutzgrund: geschichtlich, wissenschaftlich, städtebaulich | weitere Fotos \| Fotos hochladen |

## Jürgen-Wullenwever-Straße
| Objekt-ID | Lage                                                             | Offizielle Bezeichnung    | Beschreibung | Bild |
| --------- | ---------------------------------------------------------------- | ------------------------- | --- | ---- |
| 1459      | Jürgen-Wullenwever-Straße 1-26 (53° 51′ 53″ N, 10° 42′ 33″ O)    | Jürgen-Wullenwever-Straße | Schutzumfang: Der Denkmalschutz umfasst das Äußere der Gebäude (Fassaden, Kubatur, Dachform, Materialität, Vorgartenzonen mit entsprechenden Einfriedungen), rückwärtige Freiflächen und Vorgartenzonen sowie die Straße mit Baumallee - Die Jürgen-Wullenwever-Straße in St. Gertrud ist im Lübecker Stadtgebiet ein herausragendes Zeugnis der Stadterweiterung und Architektur um 1900. - Schutzgrund: künstlerisch, städtebaulich - Mehrheit von baulichen Anlagen: Jürgen-Wullenwever-Straße 1, 2, 2 a, 3, 4, 4 a, 5, 6, 7, 8, 9, 10, 11, 12 - 14, 13, 15, 16, 17, 18, 19, 20, 21, 22, 23, 24, 25, 26 | BW   |
| 1459      | Jürgen-Wullenwever-Straße 1 (53° 51′ 57″ N, 10° 42′ 36″ O)       | Villa                     | Schutzumfang: Auf das gesamte freistehende Gebäude auf großem umgebendem Gartengrundstück - 1908 für Konsul Wolfgang Gaedertz errichtete großbürgerliche Villa auf großem erhöhten Gartengrundstück - Schutzgrund: geschichtlich, wissenschaftlich, städtebaulich | BW   |
| 1310      | Jürgen-Wullenwever-Straße 3 (53° 51′ 56″ N, 10° 42′ 36″ O)       | Villa                     | Schutzumfang: Auf das Innere und Äußere des Gebäudes sowie auf den straßenseitigen Zugang, die Garteneinfriedung und rückwärtige Gartenmauer - 1911 vom Architekten C. Blunck errichteter auffälliger, ausdrucksstarker Baukörper in Ziegelbauweise - Schutzgrund: geschichtlich, wissenschaftlich, städtebaulich | BW   |
| 1460      | Jürgen-Wullenwever-Straße 7 (53° 51′ 55″ N, 10° 42′ 36″ O)       | Vorstadtvilla             | Schutzumfang: Auf das gesamte Gebäude auf umgebender Gartenfläche - Vorstadtvilla mit Haupt- und Nebenwohnung auf großem Eckgrundstück; erbaut 1912 von Architekt J. Duncker für Bauherrn W. Pless - Schutzgrund: geschichtlich, wissenschaftlich, städtebaulich | BW   |
| 1672      | Jürgen-Wullenwever-Straße 12 - 14 (53° 51′ 54″ N, 10° 42′ 31″ O) | Aktualisierung vorgesehen | Schutzumfang: Aktualisierung vorgesehen | BW   |
| 3183      | Jürgen-Wullenwever-Straße 26 (53° 51′ 49″ N, 10° 42′ 30″ O)      | Villa                     | Schutzumfang: Auf das gesamte Gebäude und die Freiflächen vor und hinter dem Haus bis zu den Grundstücksgrenzen - 1912 nach Plänen des Architekten J. Duncker errichtet - Schutzgrund: städtebaulich, geschichtlich | BW   |

## Krügerstraße
| Objekt-ID | Lage                                           | Offizielle Bezeichnung | Beschreibung | Bild |
| --------- | ---------------------------------------------- | ---------------------- | --- | ---- |
| 1312      | Krügerstraße 11 (53° 52′ 36″ N, 10° 42′ 19″ O) | Wohnhaus               | Schutzumfang: Auf das gesamte Gebäude - Freistehendes, zweigeschossiges Wohnhaus auf winkelförmigem Grundriss mit geputzten Fassaden und steilem, pfannengedeckten Satteldach - Schutzgrund: geschichtlich, wissenschaftlich, städtebaulich | BW   |

## Marliring
| Objekt-ID     | Lage                                        | Offizielle Bezeichnung    | Beschreibung | Bild                             |
| ------------- | ------------------------------------------- | ------------------------- | --- | -------------------------------- |
| 1777 Wikidata | Marliring 67 (53° 52′ 14″ N, 10° 43′ 19″ O) | Justizvollzugsanstalt     | Aktualisierung vorgesehen - Sachgesamtheit bestehend aus Marliring 21, Marliring 23, Marliring 25, Marliring 27, Marliring 29 - 39, Marliring 43 - 65, Marliring 67 Haus 7, Marliring 67 Haus 8, Marliring 67 Haus 9, Marliring 67 Haus 10, Marliring 67 Haus 11 und Marliring 67 Haus 16 | weitere Fotos \| Fotos hochladen |
| 3105          | Marliring 67 (53° 52′ 14″ N, 10° 43′ 20″ O) | Aktualisierung vorgesehen | Aktualisierung vorgesehen - Teil der Sachgesamtheit - Justizvollzugsanstalt | BW                               |
| 3104          | Marliring 67 (53° 52′ 14″ N, 10° 43′ 21″ O) | Aktualisierung vorgesehen | Aktualisierung vorgesehen - Teil der Sachgesamtheit - Justizvollzugsanstalt | BW                               |
| 3103          | Marliring 67 (53° 52′ 15″ N, 10° 43′ 22″ O) | Aktualisierung vorgesehen | Aktualisierung vorgesehen - Teil der Sachgesamtheit - Justizvollzugsanstalt | BW                               |
| 3240          | Marliring 67 (53° 52′ 15″ N, 10° 43′ 24″ O) | Aktualisierung vorgesehen | Aktualisierung vorgesehen - Teil der Sachgesamtheit - Justizvollzugsanstalt | BW                               |
| 3102          | Marliring 67 (53° 52′ 15″ N, 10° 43′ 25″ O) | Aktualisierung vorgesehen | Aktualisierung vorgesehen - Teil der Sachgesamtheit - Justizvollzugsanstalt | BW                               |
| 3101          | Marliring 67 (53° 52′ 15″ N, 10° 43′ 26″ O) | Aktualisierung vorgesehen | Aktualisierung vorgesehen - Teil der Sachgesamtheit - Justizvollzugsanstalt | BW                               |

## Marlistraße
| Objekt-ID     | Lage                                                                                        | Offizielle Bezeichnung | Beschreibung | Bild                             |
| ------------- | ------------------------------------------------------------------------------------------- | ---------------------- | --- | -------------------------------- |
| 3957 Wikidata | Marlistraße, Alexanderstraße (53° 52′ 12″ N, 10° 42′ 30″ O)                                 | Marlipark (Drägerpark) | Gründenkmal | weitere Fotos \| Fotos hochladen |
| 4025          | Marlistraße 50 (53° 52′ 6″ N, 10° 42′ 42″ O)                                                | St.-Thomas-Kirche      | Schutzumfang: Auf die gesamte Kirche (innen und außen) sowie das Äußere der in der Kennzeichnung benann-ten Gebäude (Materialität, Fassaden, Kubatur, Dachform) und die umgebenden Grünflächen. Nicht im Denkmalumfang enthalten sind die Anbauten der 1960er und 1970er Jahre - Schutzgrund: geschichtlich, städtebaulich - Sachgesamtheit bestehend aus Marlistraße 50 Kirche, Pastorat I und Saal, Saalanbau, Rudolf-Groth-Straße 19 Pastorat II und Rudolf-Groth-Straße 21 Kindergarten | weitere Fotos \| Fotos hochladen |
| 4027          | Marlistraße 50 (53° 52′ 6″ N, 10° 42′ 42″ O)                                                | St.-Thomas-Kirche      | siehe St.-Thomas-Kirche - Bauliche Anlage | weitere Fotos \| Fotos hochladen |
| 1294          | Marlistraße 81-99a, Goebenstraße 2-34, Scharnhorststraße 1-19 (53° 52′ 0″ N, 10° 42′ 56″ O) | Blockbebauung          | Schutzumfang: Auf die gesamte Wohnanlage - Einheitlich durchgestaltete Blockbebauung zwischen Goeben-, Scharnhorst- und Marlistraße, die im Zuge des in den 1920-iger Jahren in den Vorstädten geförderten Kleinwohnungsbaus mit Zwei- und Drei-Zimmerwohnungen in den Jahren 1927/28 - Eckgebäude - Goebenstraße 2-34, Scharnhorststraße 1-19 - Schutzgrund: geschichtlich, wissenschaftlich, städtebaulich                                                                                | BW                               |

## Meesenring
| Objekt-ID | Lage                                        | Offizielle Bezeichnung | Beschreibung | Bild                             |
| --------- | ------------------------------------------- | ---------------------- | --- | -------------------------------- |
| 1317      | Meesenring 1 (53° 51′ 59″ N, 10° 42′ 58″ O) | Stabsgebäude           | Schutzumfang: Auf das gesamte Gebäude - Ehemaliges Stabsgebäude der 1895 erbauten preußischen Kaserne, 1958-2003 Polizeirevier; langgestreckter, zweigeschossiger Mittelteil des Gebäudes gerahmt durch je einen dreigeschossigen Eckrisalitbau - Schutzgrund: geschichtlich, wissenschaftlich, städtebaulich | weitere Fotos \| Fotos hochladen |

## Moltkeplatz
| Objekt-ID | Lage                                          | Offizielle Bezeichnung       | Beschreibung | Bild                             |
| --------- | --------------------------------------------- | ---------------------------- | --- | -------------------------------- |
| 1318      | Moltkeplatz 1 (53° 51′ 48″ N, 10° 42′ 24″ O)  | Wohngebäude                  | Schutzumfang: Auf das Äußere des Gebäudes sowie die Grundrissaufteilung im Inneren - Freistehendes Wohngebäude; errichtet 1909 von Hermann Muthesius (1861-1927) - Schutzgrund: geschichtlich, wissenschaftlich, städtebaulich                                                                          | BW                               |
| 1709      | Moltkeplatz 7 (53° 51′ 48″ N, 10° 42′ 27″ O)  | Aktualisierung vorgesehen    | Aktualisierung vorgesehen | BW                               |
| 3173      | Moltkeplatz 11 (53° 51′ 48″ N, 10° 42′ 29″ O) | Wohnhaus (Doppelhaushälfte)  | Schutzumfang: Auf das gesamte Gebäude mit Vorgartenzone, Einfriedung und Zuwegung sowie rückwärtiger Freifläche - 1910 nach Plänen von C. Nordström errichtet - Schutzgrund: städtebaulich, geschichtlich                                                                                               | BW                               |
| 1787      | Moltkeplatz 13 (53° 51′ 48″ N, 10° 42′ 29″ O) | Doppelhaushälfte             | Schutzumfang: Gesamtes Gebäude auf umgebender Freifläche aus Vor- und Hintergarten und seitlicher Zufahrt - Doppelhaushälfte mit umgebendem Grundstück; errichtet 1911 zusammen mit Moltkeplatz 11 durch den gleichen Bauunternehmer C. Norderström/Niemann - Schutzgrund: städtebaulich, geschichtlich | BW                               |
| 1462      | Moltkeplatz 17 (53° 51′ 47″ N, 10° 42′ 35″ O) | Ehem. Divisionsstabs-Gebäude | Schutzumfang: Auf das Äußere des Gebäudes - Ehem. Divisionsstabs-Gebäude der Walderseekaserne, dreigeschossig, Ziegelbau - Schutzgrund: geschichtlich, wissenschaftlich, städtebaulich | weitere Fotos \| Fotos hochladen |

## Neustraße
| Objekt-ID | Lage                                       | Offizielle Bezeichnung | Beschreibung | Bild |
| --------- | ------------------------------------------ | ---------------------- | --- | ---- |
| 1326      | Neustraße 7 (53° 52′ 37″ N, 10° 41′ 50″ O) | Backsteinbau           | Schutzumfang: Auf das gesamte Gebäude unter einem Dach (Wohnhaus mit Veranda, Stallanbau) mit umgebender Freifläche - 1823 errichteter, 1844 erweiterter eingeschossiger längsrechteckiger Backsteinbau mit Fachwerkgerüst - Schutzgrund: geschichtlich, städtebaulich | BW   |

## Parkstraße
| Objekt-ID     | Lage                                             | Offizielle Bezeichnung    | Beschreibung | Bild                             |
| ------------- | ------------------------------------------------ | ------------------------- | --- | -------------------------------- |
| 1463          | Parkstraße 1 (53° 52′ 50″ N, 10° 42′ 0″ O)       | Vorstadtvilla             | Schutzumfang: Auf das gesamte Gebäude mit umgebender Freifläche - Vorstadtvilla von 1899, zweigeschossig auf Souterraingeschoss mit ausgebautem Dachgeschoss unter Walmdach - Schutzgrund: geschichtlich, wissenschaftlich, städtebaulich            | BW                               |
| 1715          | Parkstraße 4 (53° 52′ 49″ N, 10° 41′ 58″ O)      | Villa                     | Schutzumfang: Auf das gesamte Gebäude und die Vorgartenzone sowie die rückwärtige Freifläche - Villa; nach Plänen von Paul Schöss errichtet - Schutzgrund: geschichtlich, künstlerisch, städtebaulich                                                | BW                               |
| 1464 Wikidata | Parkstraße 10-16 a (53° 52′ 45″ N, 10° 42′ 1″ O) | Von-Borries-Stift         | Schutzumfang: Auf die gesamte Anlage - Von-Borries-Stiftung; erbaut als Wohnstift für Frauen und Jungfrauen aufgrund einer Stiftung des Kaufmanns Carl Adolf von Borries im Jahre 1902 - Schutzgrund: geschichtlich, wissenschaftlich, städtebaulich | weitere Fotos \| Fotos hochladen |
| 1716          | Parkstraße 18 (53° 52′ 45″ N, 10° 42′ 3″ O)      | Aktualisierung vorgesehen | Aktualisierung vorgesehen | BW                               |
| 1784          | Parkstraße 38 (53° 52′ 37″ N, 10° 42′ 5″ O)      | Wohnhaus                  | Schutzumfang: Auf das gesamte Gebäude mit Grünflächen vor und hinter dem Haus, sowie Zaunpfosten zur Straße - Wohnhaus von 1905 in einer Reihe ähnlicher Bauten mit je individueller Fassade - Schutzgrund: geschichtlich, städtebaulich             | BW                               |
| 3055          | Parkstraße 54 a (53° 52′ 34″ N, 10° 42′ 4″ O)    | Aktualisierung vorgesehen | Aktualisierung vorgesehen | BW                               |

## Rathenaustraße
| Objekt-ID | Lage                                             | Offizielle Bezeichnung    | Beschreibung | Bild |
| --------- | ------------------------------------------------ | ------------------------- | --- | ---- |
| 2602      | Rathenaustraße 1 (53° 52′ 47″ N, 10° 41′ 55″ O)  | Wohnhaus                  | Schutzumfang: Gesamtes Gebäude auf umgebender Freifläche - Bürgerliches zweigeschossiges Wohnhaus für zwei Familien - Schutzgrund: geschichtlich, städtebaulich | BW   |
| 1327      | Rathenaustraße 6 (53° 52′ 47″ N, 10° 41′ 59″ O)  | Mehrfamilienhaus          | Schutzumfang: Auf das gesamte Gebäude - 1903 von Bauunternehmer Friedrich Hermann Weise errichtete freistehende Mehrfamilien-Vorstadtvilla auf rechteckigem Grundriss mit zwei Vollgeschossen und teilausgebautem Walmdach - Schutzgrund: geschichtlich, wissenschaftlich, städtebaulich | BW   |
| 2591      | Rathenaustraße 7 (53° 52′ 48″ N, 10° 41′ 58″ O)  | Aktualisierung vorgesehen | Aktualisierung vorgesehen | BW   |
| 1466      | Rathenaustraße 8 (53° 52′ 47″ N, 10° 42′ 0″ O)   | Doppelhaus                | Schutzumfang: Auf das gesamte Gebäude auf umgebender Freifläche - Großbürgerliche Doppelhaushälfte in Ecklage zur Parkstraße; errichtet 1903 im Jugendstil von Architekt P.F.H. Schulz - Schutzgrund: geschichtlich, wissenschaftlich, städtebaulich | BW   |
| 1467      | Rathenaustraße 15 (53° 52′ 52″ N, 10° 42′ 6″ O)  | Villa                     | Schutzumfang: Auf das gesamte Gebäude mit Wintergarten auf umgebendem Grundstück ohne Garage - Großbürgerliche Villa in der Rathenaustraße/Ecke Hindenburgplatz auf rechteckigem Grundriss mit rückseitigem Wintergartenanbau, ab 1898 von Maurermeister E.C.C. Heidenreich erbaut, 1901 im Eigentum des Amtsrichters Dr. Eduard Gustav Kulenkamp - Schutzgrund: geschichtlich, wissenschaftlich, städtebaulich | BW   |
| 1328      | Rathenaustraße 17 (53° 52′ 52″ N, 10° 42′ 7″ O)  | Vorstadtvilla             | Schutzumfang: Auf das gesamte Gebäude - 1899 errichtete großbürgerliche Vorstadtvilla auf rechteckigem Grundriss 2 Vollgeschosse und Mansardgeschoss - Schutzgrund: geschichtlich, wissenschaftlich, städtebaulich | BW   |
| 1329      | Rathenaustraße 23 (53° 52′ 54″ N, 10° 42′ 13″ O) | Wohngebäude               | Schutzumfang: Auf das gesamte Gebäude auf umgebender Freifläche - 1907 durch den Bauunternehmer Thormann errichtetes freistehendes zwei geschossiges Wohngebäude mit Souterraingeschoss und ausgebautem Dachgeschoss - Schutzgrund: geschichtlich, wissenschaftlich, städtebaulich | BW   |
| 1762      | Rathenaustraße 25 (53° 52′ 54″ N, 10° 42′ 14″ O) | Doppelhaushälfte          | Schutzumfang: Auf die gesamte Doppelhaushälfte auf umgebender Grünfläche - Haushälfte eines 1907 durch Bauunternehmer Hans Heinrich Ludwig Friedrich Thormann erbauten verputzten Doppelhauses - Schutzgrund: städtebaulich, wissenschaftlich | BW   |
| 3931      | Rathenaustraße 27 (53° 52′ 55″ N, 10° 42′ 15″ O) | Wohnhaus                  | Schutzumfang: Auf das Äußere des Gebäudes - Wohnhaus; Teil einer Doppelhaushälfte, 1907 ausgeführt durch Bauunternehmer Hans Heinrich Ludwig Friedrich Thormann. - Schutzgrund: geschichtlich, städtebaulich | BW   |

## Republikplatz
| Objekt-ID | Lage                                                            | Offizielle Bezeichnung | Beschreibung | Bild |
| --------- | --------------------------------------------------------------- | ---------------------- | --- | ---- |
| 1304      | Republikplatz 2 (Hindenburgplatz) (53° 52′ 53″ N, 10° 42′ 7″ O) | Doppelvillenhälfte     | Schutzumfang: Auf das gesamte Gebäude - 1899 vom Architekten Claus Paul Friedrich Schöss errichtete Doppelvillenhälfte in der Vorstadt St.-Gertrud - Schutzgrund: wissenschaftlich, städtebaulich                                           | BW   |
| 1305      | Republikplatz 6 (53° 52′ 52″ N, 10° 42′ 8″ O)                   | Jugendstilvilla        | Schutzumfang: Auf das gesamte Gebäude - Jugendstilvilla von 1903 mit annähernd quadratischem Grundriss; mit zwei verputzten Voll- sowie ein Mansardgeschoss über hohem Keller - Schutzgrund: geschichtlich, wissenschaftlich, städtebaulich | BW   |

## Roeckstraße
| Objekt-ID     | Lage | Offizielle Bezeichnung    | Beschreibung | Bild                             |
| ------------- | --- | ------------------------- | --- | -------------------------------- |
| 3205 Wikidata | Roeckstraße (53° 52′ 34″ N, 10° 41′ 44″ O)                                                                         | Roeckstraße               | Schutzumfang: Auf die städtebaulich wirksame Bausubstanz der Gebäude und des Straßenraums (Materialität, Fassaden, Kubatur, Dachform, Freiflächen zur Straße mit entsprechenden Einfriedungen und rückwärtige Freiflächen, verdeckter historischer Straßenbelag) - Die Roeckstraße in St. Gertrud mit der weitestgehend überlieferten Erstbebauung ist im Lübecker Stadtgebiet ein herausragendes Zeugnis der Architektur- und Stadtbaugeschichte zwischen 1850 und 1920 - Mehrheit von baulichen Anlagen bestehend aus Roeckstraße Wegekreuz, Roeckstraße 1, Roeckstraße 1 a, Roeckstraße 3, Roeckstraße 3 b, Roeckstraße 3 c, Roeckstraße 4, Roeckstraße 4 a, Roeckstraße 5, Roeckstraße 5 a, Roeckstraße 6, Roeckstraße 6 a, Roeckstraße 7, Roeckstraße 8, Roeckstraße 10, Roeckstraße 11, Roeckstraße 11 a, Roeckstraße 12, Roeckstraße 13, Roeckstraße 14, Roeckstraße 14 a, Roeckstraße 15, Roeckstraße 16, Roeckstraße 16 a, Roeckstraße 16 b, Roeckstraße 16 c, Roeckstraße 16 d, Roeckstraße 17, Roeckstraße 17 a, Roeckstraße 17 b, Roeckstraße 18, Roeckstraße 19, Roeckstraße 19 a, Roeckstraße 20, Roeckstraße 20 a, Roeckstraße 21, Roeckstraße 22, Roeckstraße 24, Roeckstraße 25, Roeckstraße 26, Roeckstraße 28, Roeckstraße 30, Roeckstraße 32, Roeckstraße 34, Roeckstraße 36, Roeckstraße 38, Roeckstraße 40, Roeckstraße 42, Roeckstraße 43, Roeckstraße 43 a, Roeckstraße 44, Roeckstraße 45, Roeckstraße 46, Roeckstraße 48, Roeckstraße 49, Roeckstraße 49 b, Roeckstraße 50 a, Roeckstraße 51, Roeckstraße 51 a, Roeckstraße 52 und Täuferstraße 2 - Schutzgrund: geschichtlich, städtebaulich, künstlerisch | weitere Fotos \| Fotos hochladen |
| 3943 Wikidata | Roeckstraße, Parkstraße, Rathenaustraße, Republikplatz, Curtiusstraße, Krügerstraße (53° 52′ 39″ N, 10° 42′ 12″ O) | Stadtpark St.-Gertrud     | Anhand des Stadtparks lässt sich die städtebauliche Entwicklung des Stadtteils St. Gertruds ablesen. Zusammen mit den angrenzenden Straßenzügen und der Bebauung der Grundstücke entstand ein noch heute ablesbares geschlossenes Ensemble mit ortsbildprägender Wirkung. - Begründung: geschichtlich, künstlerisch, städtebaulich - Schutzumfang: Auf die gesamte Parkanlage mit historischen Wegen, Bepflanzung sowie Teichen und angrenzenden Straßen (Verlauf, Materialität) und Alleen - Denkmaltyp: Gründenkmal | weitere Fotos \| Fotos hochladen |
| 1481 Wikidata | Roeckstraße; straßenseitig vor Roeckstraße 42 (53° 52′ 30″ N, 10° 42′ 15″ O)                                       | Wegekreuz                 | Schutzumfang: Auf das Wegekreuz - Wegekreuz von 1436, ehem. Wegweiser nach der Wallfahrtsstätte - Teil der Mehrheit von baulichen Anlagen - Roeckstraße - Schutzgrund: geschichtlich, künstlerisch, wissenschaftlich | weitere Fotos \| Fotos hochladen |
| 1468          | Roeckstraße 1 (53° 52′ 34″ N, 10° 41′ 42″ O)                                                                       | Vorstadtvilla             | Schutzumfang: Auf das gesamte Gebäude mit umgebender Freifläche– ohne gartenseitigen Anbau - 1886 von J.C.A. Schöss errichtete, ursprünglich freistehende Vorstadtvilla mit Anbauten und Überformungen Anfang (1906ff) und Ende des 20. Jhd. (1979ff) - Teil der Mehrheit von baulichen Anlagen - Roeckstraße - Schutzgrund: geschichtlich, wissenschaftlich, städtebaulich | BW                               |
| 1469          | Roeckstraße 1 a (53° 52′ 35″ N, 10° 41′ 45″ O)                                                                     | Wohnhaus                  | Schutzumfang: Auf das gesamte Gebäude - Wohnhaus, erbaut um 1860 vor der Aufhebung der Torsperre; im Äußeren mit der verhältnismäßig schlichten zweigeschossigen Putzfassade - Teil der Mehrheit von baulichen Anlagen - Roeckstraße - Schutzgrund: geschichtlich, städtebaulich | BW                               |
| 2598          | Roeckstraße 3 b (53° 52′ 34″ N, 10° 41′ 48″ O)                                                                     | Reihenendhaus             | Schutzumfang: Auf das gesamte Reihenendhaus mit Vorder- und Rückgarten - Endhaus einer zweigeschossigen traufständigen Reihenhauszeile von 1884 bzw. 1889 mit vor und rückspringenden Hausteilen - Teil der Mehrheit von baulichen Anlagen - Roeckstraße - Schutzgrund: , geschichtlich, städtebaulich | BW                               |
| 1471          | Roeckstraße 4 (53° 52′ 31″ N, 10° 41′ 44″ O)                                                                       | Sommerhaus                | Schutzumfang: Auf das Äußere des Gebäudes - Ehem. Sommerhaus, erbaut gegen 1850 von Maurermeister Johann Christian Rosenberg - Teil der Mehrheit von baulichen Anlagen - Roeckstraße - Schutzgrund: geschichtlich, künstlerisch, städtebaulich | Fotos hochladen                  |
| 1472          | Roeckstraße 4 a (53° 52′ 31″ N, 10° 41′ 45″ O)                                                                     | Backsteinbau              | Schutzumfang: Auf das gesamte Gebäude - eingeschossiger schmaler Backsteinbau aus der Zeit um 1800, verputzt mit Lisenengliederung und Quaderung im Putz - Teil der Mehrheit von baulichen Anlagen - Roeckstraße - Schutzgrund: geschichtlich, wissenschaftlich, städtebaulich | BW                               |
| 1473          | Roeckstraße 6 a (53° 52′ 31″ N, 10° 41′ 48″ O)                                                                     | Villa                     | Schutzumfang: Auf das gesamte Gebäude - Villa, erbaut 1898 in romantisierenden Formen - Teil der Mehrheit von baulichen Anlagen - Roeckstraße - Schutzgrund: geschichtlich, städtebaulich | Fotos hochladen                  |
| 1474          | Roeckstraße 7 (53° 52′ 34″ N, 10° 41′ 51″ O)                                                                       | Villa                     | Schutzumfang: Auf das gesamte Gebäude - Villa, erbaut 1862, 1884 zu jetziger Gestaltung verändert - Teil der Mehrheit von baulichen Anlagen - Roeckstraße - Schutzgrund: geschichtlich, künstlerisch, städtebaulich | Fotos hochladen                  |
| 1475          | Roeckstraße 8 (53° 52′ 31″ N, 10° 41′ 50″ O)                                                                       | Villa                     | Schutzumfang: Auf das gesamte Gebäude - Villa von 1869, die 1911 zu dem heutigen Bau umgestaltet worden ist - Teil der Mehrheit von baulichen Anlagen - Roeckstraße - Schutzgrund: geschichtlich, wissenschaftlich, städtebaulich | BW                               |
| 1476          | Roeckstraße 10 (53° 52′ 31″ N, 10° 41′ 51″ O)                                                                      | Villa                     | Schutzumfang: Auf das gesamte Gebäude - Stattliche Villa, erbaut vermutlich 1897 in Formen italienischer Renaissancepalastarchitektur - Teil der Mehrheit von baulichen Anlagen - Roeckstraße - Schutzgrund: geschichtlich, künstlerisch, städtebaulich | BW                               |
| 1477          | Roeckstraße 11 (53° 52′ 34″ N, 10° 41′ 54″ O)                                                                      | Villa                     | Schutzumfang: Auf das gesamte Gebäude - Wohnhaus, erbaut 1863; eins der vier noch erhaltenen, vor Aufhebung der Torsperre errichteten Gebäude in der Roeckstraße - Teil der Mehrheit von baulichen Anlagen - Roeckstraße - Schutzgrund: geschichtlich, wissenschaftlich, städtebaulich | BW                               |
| 1478          | Roeckstraße 12 (53° 52′ 31″ N, 10° 41′ 53″ O)                                                                      | Villa                     | Schutzumfang: Auf das gesamte Gebäude - Villa, erbaut 1908 von den Architekten Schöss und Redelstorff - Teil der Mehrheit von baulichen Anlagen - Roeckstraße - Schutzgrund: wissenschaftlich, geschichtlich, städtebaulich | BW                               |
| 2603          | Roeckstraße 16 a (53° 52′ 32″ N, 10° 41′ 56″ O)                                                                    | Wohnhaus                  | Schutzumfang: Auf das gesamte Gebäude mit Freifläche zur Straße - 1887 als südliche zweiachsige Haushälfte eines zweigeschossigen gutbürgerlichen Wohnhauses durch Bauunternehmer C.C.A. Fischer errichtet - Teil der Mehrheit von baulichen Anlagen - Roeckstraße - Schutzgrund: geschichtlich, städtebaulich | BW                               |
| 1656          | Roeckstraße 17 (53° 52′ 34″ N, 10° 41′ 59″ O)                                                                      | Villa                     | Schutzumfang: Auf das gesamte Gebäude auf umgebendem Grundstück - Villa von 1875 in Ecklage zur Schulstraße; Haupteingang heute in der Schulstraße - Teil der Mehrheit von baulichen Anlagen - Roeckstraße - Schutzgrund: geschichtlich, wissenschaftlich, städtebaulich | BW                               |
| 1760          | Roeckstraße 19 a (53° 52′ 33″ N, 10° 42′ 1″ O)                                                                     | Aktualisierung vorgesehen | Aktualisierung vorgesehen - Teil der Mehrheit von baulichen Anlagen - Roeckstraße | BW                               |
| 2597          | Roeckstraße 21 (53° 52′ 33″ N, 10° 42′ 2″ O)                                                                       | Wohnhaus                  | Schutzumfang: Auf das gesamte Gebäude - 1912/13 errichtetes dreigeschossiges winkelförmiges Eckgebäude auf Hochkeller unter ab-gewalmtem Ziegeldach - Teil der Mehrheit von baulichen Anlagen - Roeckstraße - Schutzgrund: städtebaulich, geschichtlich | BW                               |
| 1479          | Roeckstraße 32 (53° 52′ 30″ N, 10° 42′ 8″ O)                                                                       | Villa                     | Schutzumfang: Auf das Äußere des Gebäudes sowie erhaltenswerte Teile im Inneren - zweigeschossige Villa, 1869 erstmals erwähnt, 1893 zur jetzigen Form umgebaut - Teil der Mehrheit von baulichen Anlagen - Roeckstraße - Schutzgrund: geschichtlich, wissenschaftlich, künstlerisch | BW                               |
| 1480          | Roeckstraße 34 (53° 52′ 30″ N, 10° 42′ 9″ O)                                                                       | Gartenhaus                | Schutzumfang: Auf das gesamte Gebäude - eins der letzten unverändert erhalten gebliebenen Beispiele aus der Reihe der hier 1870 errichteten neun Gartenhäuser - Teil der Mehrheit von baulichen Anlagen - Roeckstraße - Schutzgrund: geschichtlich, wissenschaftlich, künstlerisch, städtebaulich | BW                               |
| 3899          | Roeckstraße 38 (53° 52′ 30″ N, 10° 42′ 12″ O)                                                                      | Aktualisierung vorgesehen | Aktualisierung vorgesehen - Teil der Mehrheit von baulichen Anlagen - Roeckstraße | BW                               |
| 1482          | Roeckstraße 46 (53° 52′ 29″ N, 10° 42′ 18″ O)                                                                      | Villa                     | Schutzumfang: Auf das gesamte Gebäude - zweigeschossige Villa mit Walmdach, erbaut 1909 von den Architekten Schöss und Redelstorff - Teil der Mehrheit von baulichen Anlagen - Roeckstraße - Schutzgrund: geschichtlich, wissenschaftlich, städtebaulich | BW                               |

## Rudolf-Groth-Straße
| Objekt-ID     | Lage                                                    | Offizielle Bezeichnung        | Beschreibung | Bild                                    |
| ------------- | ------------------------------------------------------- | ----------------------------- | --- | --------------------------------------- |
| 1484 Wikidata | Rudolf-Groth-Straße 14-32 (53° 52′ 6″ N, 10° 42′ 38″ O) | Gebäudekomplex                | Schutzumfang: Auf das Äußere des Gebäudekomplexes, im Inneren die Hauseingänge (Treppenhäuser) mit weitgehend erhaltender Gestaltung durch Wand- und Fußbodenbeläge, Treppengeländer und Wohnungseingangstüren und umgebende Freifläche - dreigeschossiger Gebäudekomplex mit backsteinsichtigem Außenmauerwerk und ausgebautem Satteldach am Hang östlich der Wakenitz - Schutzgrund: geschichtlich, wissenschaftlich, städtebaulich | weitere Fotos \| Fotos hochladen        |
| 3947          | Rudolf-Groth-Straße 14-32 ()                            | Parkanlage "Tor der Hoffnung" | Gründenkmal | Direkt Bild zu diesem Denkmal hochladen |

## Schäferstraße
| Objekt-ID     | Lage                                          | Offizielle Bezeichnung                 | Beschreibung | Bild                             |
| ------------- | --------------------------------------------- | -------------------------------------- | --- | -------------------------------- |
| 1441 Wikidata | Schäferstraße 2 (53° 51′ 11″ N, 10° 44′ 5″ O) | St.-Christophorus-Kirche (evangelisch) | Schutzumfang: Auf das gesamte Kirchengebäude mit seiner bauzeitlichen Ausstattung sowie auf das Äußere des Pastorates - St.-Christopherus-Kirche; Kirchengebäude der ev.-luth. Kirche mit angebautem Pastorat; 1954 nach Plänen des Lübecker Architekten Heinz Bahr errichtet - Schutzgrund: geschichtlich, wissenschaftlich, technisch | weitere Fotos \| Fotos hochladen |

## Schlutuper Straße
| Objekt-ID     | Lage                                                | Offizielle Bezeichnung             | Beschreibung | Bild                             |
| ------------- | --------------------------------------------------- | ---------------------------------- | --- | -------------------------------- |
| 1465 Wikidata | Schlutuper Straße 52 (53° 51′ 54″ N, 10° 43′ 48″ O) | St.-Philippus-Kirche (evangelisch) | Schutzumfang: Auf die gesamte Kirche einschl. Gemeindesaal (ein Baukörper) sowie auf das originale Inventar der Kirche - Kirche mit baulich integriertem Gemeindesaal; Entwurf des Architekten Gerhard Langmaack von 1956; langgestreckter Baukörper, bestehend aus dem Kirchenraum und dem direkt anschließenden Gemeindesaal - Schutzgrund: geschichtlich, wissenschaftlich, künstlerisch, technisch | weitere Fotos \| Fotos hochladen |

## Schulstraße
| Objekt-ID | Lage                                         | Offizielle Bezeichnung | Beschreibung | Bild |
| --------- | -------------------------------------------- | ---------------------- | --- | ---- |
| 1485      | Schulstraße 22 (53° 52′ 40″ N, 10° 42′ 0″ O) | Schule am Stadtpark    | Schutzumfang: Auf drei gesamte Schulgebäude mit innenliegendem Schulhof auf umzäunter Freifläche - Das Gebäude wurde 1870 nach Plänen des Lübecker Baudirektors Krieg als zwei geschossige Schule für Knaben und Mädchen errichtet - Schutzgrund: geschichtlich, wissenschaftlich, städtebaulich | BW   |

## Täuferstraße
| Objekt-ID | Lage                                          | Offizielle Bezeichnung | Beschreibung | Bild            |
| --------- | --------------------------------------------- | ---------------------- | --- | --------------- |
| 1470      | Täuferstraße 2 (53° 52′ 31″ N, 10° 41′ 42″ O) | Gartenhaus             | Schutzumfang: Auf das Äußere des Gebäudes, insbesondere die Fassade zur Roeckstraße - Ehem. klassizistisches Gartenhaus mit offener Säulenvorhalle und Giebelausbau - Teil der Mehrheit von baulichen Anlagen - Roeckstraße (Ehemalig Roeckstraße 2) - Schutzgrund: geschichtlich, künstlerisch, städtebaulich | Fotos hochladen |

## Torneiweg
| Objekt-ID | Lage                                       | Offizielle Bezeichnung | Beschreibung | Bild |
| --------- | ------------------------------------------ | ---------------------- | --- | ---- |
| 3175      | Torneiweg 6 (53° 53′ 17″ N, 10° 42′ 45″ O) | Wohnhaus               | Schutzumfang: Auf das gesamte Gebäude sowie die umgebenden Freiflächen bis zur Grundstücksgrenze - 1927 nach Plänen des Architekten Wilhelm Bräck in Zusammenarbeit mit Gartenarchitekt Harry Maasz errichtet - Schutzgrund: geschichtlich, städtebaulich | BW   |

## Travemünder Allee
| Objekt-ID | Lage                                                  | Offizielle Bezeichnung | Beschreibung | Bild                             |
| --------- | ----------------------------------------------------- | ---------------------- | --- | -------------------------------- |
| 1487      | Travemünder Allee 4 (53° 52′ 49″ N, 10° 41′ 54″ O)    | Mehrfamilienhaus       | Schutzumfang: Auf das gesamte Gebäude ohne das nördliche Hausdrittel - 1907 vom Architekten und Bauunternehmer Carl Ernst Alexander Mittelstaedt (1871-1918) errichtetes zweigeschossiges 13-achsiges Mehrfamilienhaus - Schutzgrund: geschichtlich, wissenschaftlich, städtebaulich | BW                               |
| 1488      | Travemünder Allee 9 (53° 52′ 53″ N, 10° 41′ 58″ O)    | Gebäudekomplex         | Schutzumfang: Auf das Äußere und Innere des bestehenden Gebäudekomplexes. Es umfasst im Inneren neben der bauzeitlichen wandfesten Ausst und die beweglichen Ausstattungsgegenstände dieser Zeit - Gebäudekomplex bestehend aus dreu Baukörpern, erstellt 1952/1953 nach Entwurf des Architekten K. A. Müller-Scherz, Lübeck - Schutzgrund: geschichtlich, wissenschaftlich, städtebaulich | weitere Fotos \| Fotos hochladen |
| 3230      | Travemünder Allee 10 (53° 52′ 51″ N, 10° 42′ 0″ O)    | Wohnhaus               | Schutzumfang: Auf das gesamte Gebäude mit umgebender Freifläche und Einfriedung - Wohnhaus; 1899 errichtet, Bauunternehmer: Zimmermeister Heinrich Paul Hermann Oldenburg; Zwillingsbau mit Nr. 10a; zweigeschossig mit Mansardgeschoss und sehr flach geneigtem Walmdach - Schutzgrund: geschichtlich, städtebaulich                                                                      | BW                               |
| 1489      | Travemünder Allee 17 a (53° 52′ 57″ N, 10° 42′ 7″ O)  | Villa                  | Schutzumfang: Auf das gesamte Gebäude und die straßenseitige Einfriedigung aus gusseisernem Gitter - Freistehende, zweigeschossige Villa, verputzt, mit Walmdach, von 1875/76 - Schutzgrund: geschichtlich, wissenschaftlich | Fotos hochladen                  |
| 1490      | Travemünder Allee 18 (53° 52′ 55″ N, 10° 42′ 8″ O)    | Villa                  | Schutzumfang: Auf das gesamte Gebäude mit umgebender Freifläche - 1884 vom Architekten C. Schöss entworfene, zweigeschossige, 4xvierachsige, verputzte Villa mit Souterrain- und Mezzaningeschoss - Schutzgrund: geschichtlich, wissenschaftlich, städtebaulich | BW                               |
| 1491      | Travemünder Allee 25 a (53° 52′ 59″ N, 10° 42′ 13″ O) | Blumenverkaufspavillon | Schutzumfang: Auf das gesamte Gebäude - Blumenverkaufspavillon von 1952 mit Erweiterung um eine rückwärtige Achse und einen schrägen straßenseitigen Vorbau von 1965 in der Nähe des Eingangs zum Burgtorfriedhof - Schutzgrund: geschichtlich, wissenschaftlich, städtebaulich | Fotos hochladen                  |
| 1492      | Travemünder Allee 30 (53° 52′ 58″ N, 10° 42′ 16″ O)   | Sommerhaus             | Schutzumfang: Auf das gesamte Gebäude - zweigeschossiges Sommerhaus mit Fachwerkwänden und Bretterverschalung sowie Walmdach - Schutzgrund: geschichtlich, wissenschaftlich, künstlerisch | Fotos hochladen                  |
| 1493      | Travemünder Allee 34 (53° 53′ 0″ N, 10° 42′ 20″ O)    | Sommerhaus             | Schutzumfang: Auf das gesamte Gebäude - zweigeschossiges ehem. Sommerhaus mit Bretterverschalung der Außenwände und Walmdach, errichtet 1831 - Schutzgrund: geschichtlich, wissenschaftlich, städtebaulich | BW                               |

## Waldstraße
| Objekt-ID | Lage                                        | Offizielle Bezeichnung       | Beschreibung | Bild            |
| --------- | ------------------------------------------- | ---------------------------- | --- | --------------- |
| 1494      | Waldstraße 31 (53° 54′ 5″ N, 10° 44′ 20″ O) | Schule Israelsdorf           | Schutzumfang: Auf das gesamte Schulgebäude einschl. Anbau L-förmiges - Schulgebäude von 1836, 1933 durch Anbau einer Lehrerwohnung nach Süden erweitert - Schutzgrund: geschichtlich, wissenschaftlich, städtebaulich | Fotos hochladen |
| 1495      | Waldstraße 49 (53° 54′ 3″ N, 10° 44′ 19″ O) | Wohn- und Wirtschaftsgebäude | Schutzumfang: Auf das Äußere des Gebäudes einschl. Reetdachdeckung - Kombiniertes Wohn- und Wirtschaftsgebäude mit Reeteindeckung etwa aus der Zeit um 1800 - Schutzgrund: geschichtlich, städtebaulich               | BW              |

## Wesloer Landstraße
| Objekt-ID | Lage                                                 | Offizielle Bezeichnung | Beschreibung | Bild            |
| --------- | ---------------------------------------------------- | ---------------------- | --- | --------------- |
| 1496      | Wesloer Landstraße 11 (53° 52′ 22″ N, 10° 44′ 44″ O) | Arnim Denkmal          | Schutzumfang: Das Denkmal und seine Umgebung - Auf kleinem, von Kiefern umgebenen Hügel stehender Sandsteinobelisk über dreifach gestuftem und abgeschrägten Sockel - Schutzgrund: geschichtlich, wissenschaftlich, künstlerisch | Fotos hochladen |

## Ehemalige Kulturdenkmale
| Objekt-ID | Lage | Offizielle Bezeichnung                 | Beschreibung     | Bild |
| --------- | --- | -------------------------------------- | ---------------- | --- |
|           | Buchenweg 29 (53° 54′ 4″ N, 10° 44′ 17″ O)                                                                                | Wohnhaus                               | Wohnhaus         | BW |
| 1659      | Glashüttenweg 19-29 (53° 53′ 45″ N, 10° 42′ 18″ O)                                                                        | Glashüttenweg 19-29                    |                  | BW |
|           | Hövelnstraße 10 (53° 51′ 59″ N, 10° 42′ 38″ O)                                                                            | Wohnhaus                               | Wohnhaus         | BW |
|           | Am Jerusalemsberg 10 (im Eschenburgpark) <-- das ist heute Jerusalemsberg # 4 (siehe oben) (53° 52′ 49″ N, 10° 41′ 43″ O) | [[Villa Eschenburg\|Villa Eschenburg]] | Villa Eschenburg | [[Vorlage:Bilderwunsch/code!/O:!/C:53.880199,10.695384!/D:Am Jerusalemsberg 10 (im Eschenburgpark) <-- das ist heute Jerusalemsberg # 4 (siehe oben), Villa Eschenburg!/\|BW]] |
|           | Travemünder Allee 26 (53° 52′ 56″ N, 10° 42′ 12″ O)                                                                       | Wohnhaus                               | Wohnhaus         | BW |